# Ranch Murphy

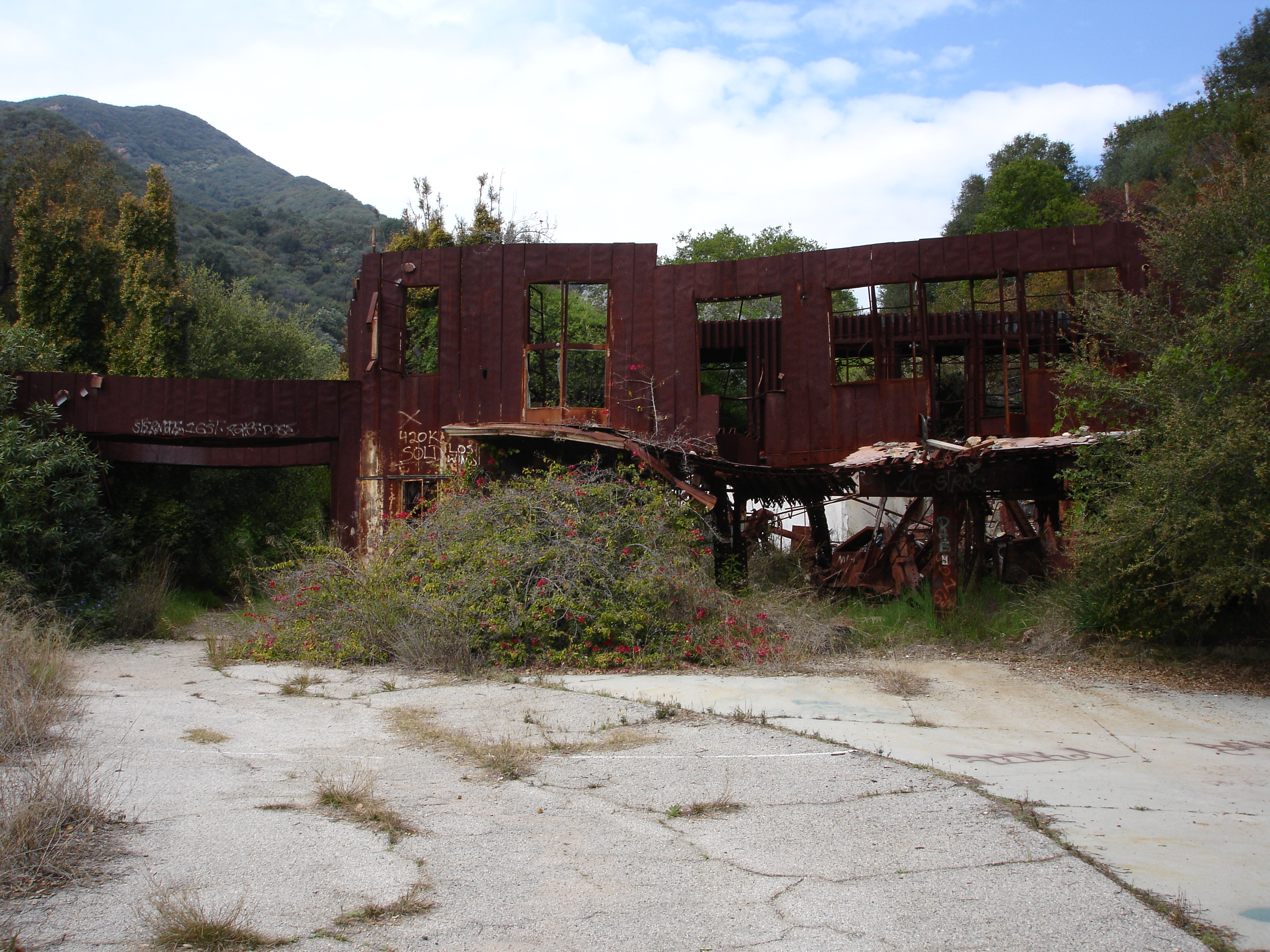
Le Ranch Murphy en 2006.

Le Ranch Murphy est un ranch construit dans la communauté du Rustic Canyon, Los Angeles dans les années 1930 par Winona et Norman Stephens, qui étaient des sympathisants de la légion d'argent d'Amérique groupe sympathisant Nazi.
Le propriétaire en 1933 était Jessie M. Murphy, Conçu comme une base pour les activités nazies aux États-Unis, il a été conçu pour être capable d'être autonome pendant de longues périodes. Le ranch était composé d'un réservoir de stockage d'eau, un réservoir de carburant, d'abri anti-bombes, diverses dépendances et plusieurs bunkers. 
La porte principale du Ranch a été conçu par Paul R. Williams (en), un célèbre architecte afro-américaine de la région sud de la Californie.
Le lundi 8 décembre 1941, le lendemain de l'attaque japonaise sur Pearl Harbor, la police locale a investi les lieux de force et mis en détention plus de 50 personnes se trouvant sur les lieux.
En 1990, il a été abandonné et se trouve dans un état de délabrement et couvert de graffitis. Le site est actuellement détenue par la ville de Los Angeles. En 2015, les bâtiments de ranch étaient encore debout, malgré les propositions répétées de leur démolition.